# 麥克拉爾山
麥克拉爾山（英語：Mount Mackellar）是南極洲的山峰，位於沙克爾頓海岸，屬於亞歷山德拉皇后山脈的一部分，處於帕戈達峰以南6公里，海拔高度4,295米，由英國探險隊發現。
83°59′S 166°39′E / 83.983°S 166.650°E